# Фейзулла Актюрк
Фейзулла Актюрк (тур. Feyzullah Aktürk; нар. 1 січня 1999, Маніса, провінція Маніса) — турецький борець вільного стилю, бронзовий призер чемпіонату світу, триразовий чемпіон Європи, срібний призер Середземноморських ігор, багаторазовий призер чемпіонатів світу та Європи в молодших вікових групах.

## Спортивні результати на міжнародних змаганнях

### Виступи на Чемпіонатах світу
| Змагання                        | Збірна    | Вагова категорія          | Місце  |
| ------------------------------- | --------- | ------------------------- | ------ |
| Чемпіонат світу з боротьби 2022 | Туреччина | вільна боротьба, до 92 кг | 14     |
| Чемпіонат світу з боротьби 2023 | Туреччина | вільна боротьба, до 92 кг | Бронза |
| Чемпіонат світу з боротьби 2024 | Туреччина | вільна боротьба, до 92 кг | 27     |

### Виступи на Чемпіонатах Європи
| Змагання                         | Збірна    | Вагова категорія          | Місце  |
| -------------------------------- | --------- | ------------------------- | ------ |
| Чемпіонат Європи з боротьби 2022 | Туреччина | вільна боротьба, до 92 кг | Золото |
| Чемпіонат Європи з боротьби 2023 | Туреччина | вільна боротьба, до 92 кг | Золото |
| Чемпіонат Європи з боротьби 2024 | Туреччина | вільна боротьба, до 92 кг | Золото |
| Чемпіонат Європи з боротьби 2025 | Туреччина | вільна боротьба, до 92 кг | Бронза |

### Виступи на Середземноморських іграх
| Змагання                    | Збірна    | Вагова категорія          | Місце  |
| --------------------------- | --------- | ------------------------- | ------ |
| Середземноморські ігри 2022 | Туреччина | вільна боротьба, до 97 кг | Срібло |

### Виступи на інших змаганнях
| Змагання                                     | Збірна    | Вагова категорія          | Місце  |
| -------------------------------------------- | --------- | ------------------------- | ------ |
| Турнір Г. Картозія і В. Балавадзе 2018       | Туреччина | вільна боротьба, до 97 кг | 10     |
| Київський Міжнародний турнір з боротьби 2019 | Туреччина | вільна боротьба, до 97 кг | 9      |
| Меморіал Маттео Пелліконе 2021               | Туреччина | вільна боротьба, до 97 кг | 5      |
| Турнір Ібрагіма Мустафи 2023                 | Туреччина | вільна боротьба, до 92 кг | Бронза |
| Турнір Мухамета Мало 2025                    | Туреччина | вільна боротьба, до 92 кг | Бронза |

### Виступи на змаганнях молодших вікових груп
| Змагання                                            | Збірна    | Вагова категорія           | Місце  |
| --------------------------------------------------- | --------- | -------------------------- | ------ |
| Балканський чемпіонат з боротьби серед кадетів 2015 | Туреччина | вільна боротьба, до 85 кг  | Бронза |
| Чемпіонат Європи з боротьби серед кадетів 2016      | Туреччина | вільна боротьба, до 100 кг | Золото |
| Чемпіонат Європи з боротьби серед юніорів 2016      | Туреччина | вільна боротьба, до 96 кг  | Бронза |
| Чемпіонат світу з боротьби серед юніорів 2016       | Туреччина | вільна боротьба, до 96 кг  | 14     |
| Чемпіонат світу з боротьби серед юніорів 2017       | Туреччина | вільна боротьба, до 120 кг | Бронза |
| Чемпіонат Європи з боротьби серед юніорів 2018      | Туреччина | вільна боротьба, до 97 кг  | Срібло |
| Чемпіонат світу з боротьби серед юніорів 2018       | Туреччина | вільна боротьба, до 97 кг  | 5      |
| Чемпіонат Європи з боротьби серед юніорів 2019      | Туреччина | вільна боротьба, до 97 кг  | Золото |
| Чемпіонат світу з боротьби серед юніорів 2019       | Туреччина | вільна боротьба, до 97 кг  | Бронза |
| Чемпіонат Європи з боротьби серед молоді 2018       | Туреччина | вільна боротьба, до 97 кг  | 5      |
| Чемпіонат Європи з боротьби серед молоді 2021       | Туреччина | вільна боротьба, до 97 кг  | 9      |
| Чемпіонат світу з боротьби серед молоді 2021        | Туреччина | вільна боротьба, до 97 кг  | 10     |
| Чемпіонат Європи з боротьби серед молоді 2022       | Туреччина | вільна боротьба, до 92 кг  | Золото |
| Чемпіонат світу з боротьби серед молоді 2022        | Туреччина | вільна боротьба, до 92 кг  | Бронза |